# Elisabeth Dreyschock
Elisabeth Theresia Karolina Dreyschock (geborene Nosé; * 12. März 1834 in Wipperfürth; † 30. Juni 1911 in Köln) war eine deutsche Konzertsängerin  (Alt) und Gesangslehrerin.

## Leben
Elisabeth Nosé war die Tochter des Steuereinziehers Karl Nosé und seiner Ehefrau Maria, geborene Weyer. Sie begann 1850 ein Gesangsstudium am Leipziger Conservatorium der Musik bei Ferdinand Böhme. Noch während des Studiums sprang sie mit großem Erfolg für eine erkrankte Sängerin bei der Aufführung von Mendelssohns Elias im Gewandhaus in der Alt-Solopartie ein, was ihr eine Karriere am Gewandhaus sicherte. Sie ging aber 1851 zunächst zur weiteren Ausbildung nach Wien zu Josephine Fröhlich  (1803–1878).
Noch 1851 kehrte sie nach Leipzig zurück und heiratete im gleichen Jahr den zweiten Konzertmeister des Gewandhausorchesters und Violinlehrer am Conservatorium Raimund Dreyschock (1824–1869). Von nun an trat sie unter dem Namen Elisabeth Dreyschock auf, war elf Jahre die Alt-Solistin der Gewandhauskonzerte und unternahm Konzertreisen.
Das Paar wohnte bis 1855 in der Bosenstraße (heute Nürnberger Straße), dann in der Weststraße (heute Friedrich-Ebert-Straße), bis es 1864 in eine Wohnung mit der Adresse An der Pleiße 2 (heute Martin-Luther-Ring) zog. 1860 wurde der Sohn Felix (1860–1906) geboren, der ein bekannter Pianist wurde. 1867 eröffnete Elisabeth Dreyschock in der Wohnung ein „Gesanglehr-Institut“.
Nach dem Tode ihres Gatten 1869 zog sie mit ihrem Sohn nach Berlin, wo sie mit großem Erfolg ihre Gesangsschule weiterführte. Zu ihren Schülern zählten hier Pelagie Greeff-Andriessen (1860–1935), Bertha Pester-Prosky (1866–1922) und das Ehepaar Eugen (1849–1924) und Anna Hildach (1852–1935). Mit ihren Schülern veranstaltete sie Musteraufführungen im Rahmen der Berliner Sing-Akademie.
Dreyschock starb 1911 im Alter von 87 Jahren in ihrer Kölner Wohnung.